# Escola Nacional de Belas Artes
Escola Nacional de Belas Artes (ENBA) ist eine brasilianische Kunstakademie, die der Universidade Federal do Rio de Janeiro angegliedert ist.

## Geschichte
Am 20. November 1800 gründete der spätere portugiesische König Johann VI. per einem Dekret in Rio de Janeiro die Aula prática de desenho e figura. Es war die erste Einrichtung dieser Art in Brasilien, deren künstlerische Ausrichtung während der Kolonialzeit mehrheitlich sich an der katholischen Kirche orientierte.
Am 12. August 1816 wurde mit einem weiteren königlichen Dekret die „Aula prática“ in eine königliche Schule, Escola Real de Ciências, Artes e Ofícios umgewandelt; später wurde daraus dann 1820 die Academia Imperial de Belas Artes.
Nach Ausrufung der Republik  wurde am 8. November 1890 die „Academia Imperial“ in die bis 1931 existierende nationale Kunstschule Escola Nacional de Belas Artes neu strukturiert. Während der Präsidentschaft Getúlio Vargas’ gliederte man 1931 die „Escola Nacional“ der dortigen bundesrepublikanischen Universität als Escola de Belas Artes da Universidade Federal do Rio de Janeiro an. 
Bis heute hat diese Kunstakademie einen großen Einfluss auf die Kunst in Brasilien und wirkt auch auf andere Länder Südamerikas.

## Berühmte Schüler (Auswahl)
| - Aluísio Azevedo (1857–1913) - Artur Barrio (* 1945) - Lúcio Costa (1902–1998) - Osvaldo Goeldi (1895–1961) | - Ismael Nery (1900–1934) - Oscar Niemeyer (1907–2012) - Candido Portinari (1903–1962) |

## Berühmte Lehrer (Auswahl)
- Rodolfo Amoedo (1857–1941)
- Carlos Roberto Maciel Levy (* 1951)
- Vítor Viana  (1881–1937)